# Baptiste Vignol
 (février 2023).
Si vous disposez d'ouvrages ou d'articles de référence ou si vous connaissez des sites web de qualité traitant du thème abordé ici, merci de compléter l'article en donnant les références utiles à sa vérifiabilité et en les liant à la section « Notes et références ».
Baptiste Vignol, né le 31 mai 1971 à Carthage, en Tunisie, est un biographe français.

## Biographie
Le thème de son DEA de science politique à l'Institut d'études politiques de Strasbourg est L’avenir de la chanson francophone dans la perspective européenne. Il est ensuite programmateur pendant trois ans pour Pascal Sevran.
Le 1er janvier 2009, il crée le site "dans les yeux d'Alain Delon.com" où il publie tous les jours de l'année le portrait d'une personne anonyme ou célèbre portant des lunettes de soleil vintage Alain Delon[réf. nécessaire]. Ce marathon photographique l'a mené en Argentine, en Australie, au Brésil, au Cambodge, au Chili, au Japon, en Nouvelle-Zélande, en Thaïlande, au Vietnam... jusqu'à l'île de Pâques pour photographier in situ admiratrices et admirateurs d'Alain Delon.
Il collabore avec la revue Schnock pour laquelle il a réalisé de nombreux entretiens (Charles Aznavour, Guy Béart, Robert Charlebois, Charles Dumont, Véronique Sanson, etc.)

## Livres
- Cette chanson que la télé assassine, éditions Christian Pirot, 2001.
- Des chansons pour le dire, une anthologie de la chanson qui trouble et qui dérange, éditions Tournon, 2005 (coup de cœur Charles Cros 2006).
- Guide des plages de la Réunion, éditions du Boucan, 2005.
- Tatatssin, parole de Renaud, éditions Tournon, 2006.
- Une île toute en auteurs, 100 textes sur la Réunion, avec Jean-Claude Vignol, éditions du Boucan, 2006. Réédité en décembre 2008, préfacé par Memona Hintermann et Danyel Waro.
- Cette chanson qui emmerde le Front national, éditions Tournon, 2007 (préface de Renaud).
- Chroniques d'un Âge d'or, éditions Christian Pirot, 2007 (ouvrage collectif : Maddly Bamy, Marie Chaix, Philippe Delerm, Bertrand Dicale, Claude Frigara, Pierre Louki, David McNeil, Gilles Verlant et Baptiste Vignol).
- La Réunion de A à Z, 100 mots sur La Réunion (avec Jean-Claude Vignol et Elsa Lauret), éditions du Boucan, 2007.
- De Sitarane à Petit Lys d'Amour, un siècle de crimes à La Réunion (avec Jean-Claude Vignol), éditions du Boucan, 2011.
- Le Top 100 des chansons que l'on devrait tous connaître par cœur, éditions Didier Carpentier, 2013.
- L'Écologie de A à Z (avec Jean-Claude Vignol et Elsa Lauret), éditions du Boucan, 2014 (Premier prix Jeunesse 2014 au Salon du livre insulaire de Ouessant)[1].
- Renaud, à la plume et au pinceau (avec Jean-Marc Héran), éditions Didier Carpentier, 2014.
- Guy Béart, Il n'y a plus d'après (biographie), éditions L'Archipel, 2016.
- Téléphone, 3400 nuits, éditions Gründ, 2016.
- Renaud, Chansons d'enfer, éditions Gründ, 2016.
- Les tubes, ça s'écrivait comme ça, éditions La Tengo, 2016.
- Gilbert Bécaud, anthologie 1953-2002, beau livret de 48 pages du coffret luxe Gilbert Bécaud sorti chez Warner, 2016.
- Claude François, Je reviendrai comme d'habitude, éditions Gründ, 2017.
- Barbara, Si mi la ré (avec Stéphane Loisy, préface de Jeanne Cherhal ), éditions Gründ, 2017.
- Peau d'âne (Les contes de Jeanne et Baptiste), éditions Gründ jeunesse, 2017.
- Les trois petits cochons (Les contes de Jeanne et Baptiste), éditions Gründ jeunesse, 2017.
- La Princesse au petit pois (Les contes de Jeanne et Baptiste), éditions Gründ jeunesse, 2017.
- Boucles d'or et les trois ours (Les contes de Jeanne et Baptiste), éditions Gründ jeunesse, 2017.
- Jacques Brel en 40 chansons (avec Bruno Brel et Stéphane Loisy), éditions Hugo, 2018.
- Charles Aznavour, Les années Barclay 1960-1983, beau livret de 48 pages du coffret de 24 cd sorti chez Universal/Barclay, 2018.
- Alain Delon, une carrière, un mythe, GM Éditions, 2018.
- Charles Aznavour, star sans l'être, éditions Gründ, 2019.
- Jean Ferrat, Rouge cerise, éditions Gründ, 2019.
- Émile Titan, Opération Salicorne (avec Vincent Baguian), Poulpe fiction, 2020.
- Alain Delon, le dernier Guépard, éditions Gründ, 2020.
- Oh Johnny si tu savais... Quand les chanteurs parlent d'Hallyday (avec Charles Berberian), First éditions, 2020.
- Lynda Lemay, Il était une fois mes chansons (préface de Gérard Davoust), éditions Gründ, 2021
- Jane Birkin, album par album, éditions Gründ, 2022
- Tout Véronique Sanson (préface de Violaine Sanson-Tricard), éditions Gründ, 2022
- Brigitte Bardot, la dernière icône, éditions Gründ, 2022
- Émile Titan, 10 jours pour sauver Paris (avec Vincent Baguian), Poulpe fiction, 2023.